# USS 애리조나 (1915년)

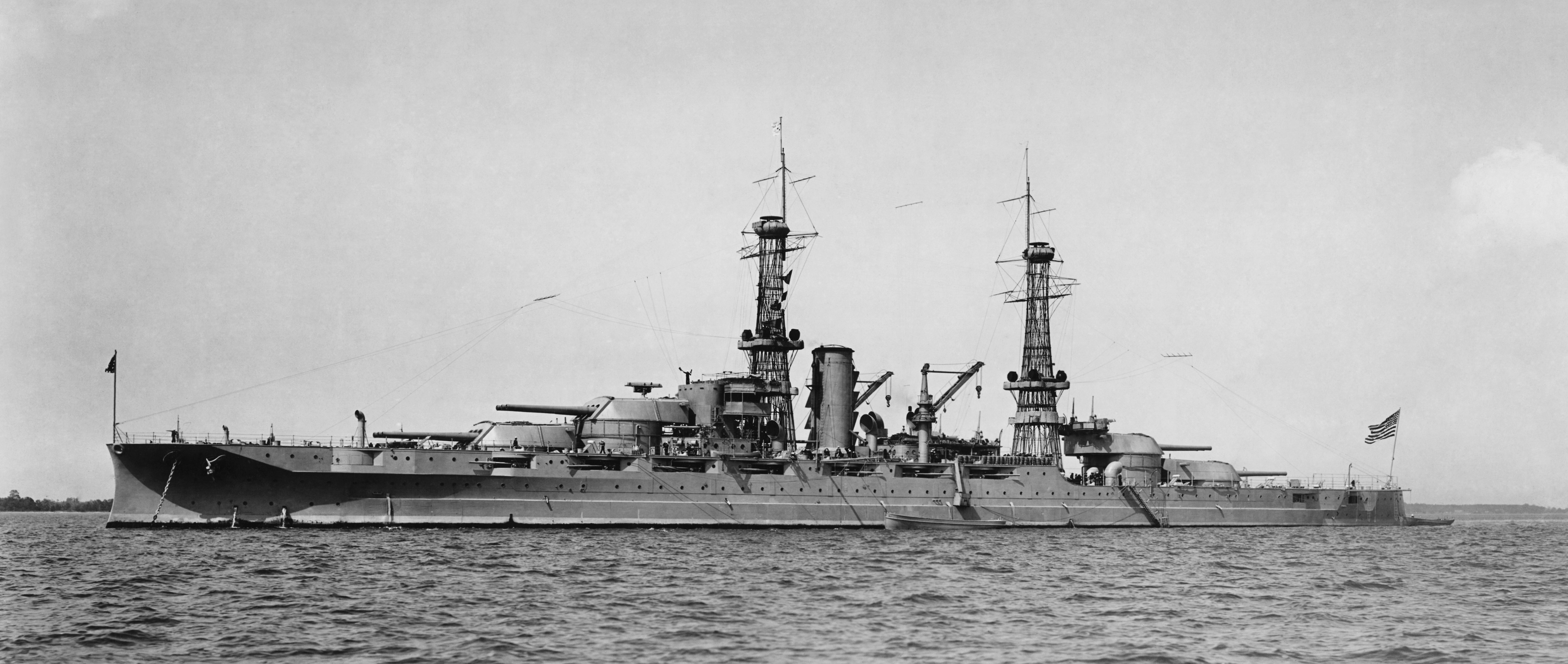
1920년대 애리조나의 모습

USS 애리조나(USS Arizona)는 1910년대 중반 미국 해군을 위해 건조된 전함이다. 48번째 주의 이름을 따서 명명된 이 배는 펜실베이니아급의 두 번째이자 마지막 함선이었다. 1916년 취역한 후 애리조나주는 제1차 세계 대전 중에도 미국에 남아 있었지만 이후의 파리 평화 회의에는 우드로 윌슨 대통령을 호위했다. 이 배는 그리스-튀르키예 전쟁 (1919년~1922년) 중 미국의 이익을 대표하기 위해 1919년에 다시 해외로 배치되었다. 2년 후, 미국 태평양 함대로 이동하여 남은 경력 동안 이 함대에 머물게 되었다.
1920년대와 1930년대에 애리조나는 1929년에서 1931년 사이의 포괄적인 현대화를 제외하고 연례 함대 문제를 포함한 훈련 훈련을 위해 정기적으로 배치되었다. 이 배는 1933년 캘리포니아 롱비치 근처에서 발생한 지진 이후 구호 활동을 지원했으며 나중에 촬영되었다. 1934년 제임스 캐그니(James Cagney)의 영화 히어 컴스 더 네이비의 역할은 예산 삭감 이전에 1936년부터 1938년까지 항구에서 상당한 기간을 가져왔다. 1940년 4월 태평양 함대의 모항은 일본에 대한 억지력으로 캘리포니아에서 하와이의 진주만으로 옮겨졌다.
1941년 12월 7일, 일본군이 진주만을 공격했고, 애리조나는 공중에서 투하된 여러 개의 철갑탄을 맞았다. 한 사람은 폭발물로 가득 찬 탄창을 폭파하여 전함을 침몰시키고 장교와 승무원 1,177명을 죽였다. 그날 공격을 받은 다른 많은 배들과는 달리 애리조나호는 복구할 수 없을 정도로 손상되어 제2차 세계 대전에 사용할 수 있도록 수리되지 않았다. 난파선은 여전히 USS 애리조나 기념관 아래 진주만 바닥에 있다. 공격 중에 사망한 모든 사람들을 기리는 기념비가 배의 잔해 곳곳에 세워졌다.